# Conoscyphus trapezioides
Conoscyphus es un género monotípico de musgos hepáticas perteneciente a la familia Geocalycaceae. Su única especie Conoscyphus trapezioides, es originaria de Australia.

## Taxonomía
Conoscyphus trapezioides fue descrita por  (Sande Lac.) Schiffner  y publicado en Conspectus Hepaticarum Archipelagi Indici 125. 1898[1898].
Sinonimia
- Chiloscyphus trapezioides Sande Lac.
- Conoscyphus inflexifolius Mitt.[2]